# حمدان الکمالی
حمدان الکمالی (عربی: حمدان الكمالي؛ زاده ۲ مهٔ ۱۹۸۹) یک بازیکن فوتبال اهل امارات متحده عربی است.
وی همچنین اهل استان هرمزگان روستای گچین بالا می باشد.